# Саралеги, Кристина
Кристи́на Мари́я Сарале́ги (англ. Cristina María Saralegui; 29 января 1948, Мирамир, Гавана, Куба) — американская журналистка, телеведущая и актриса

.

## Биография
Кристина Мария Саралеги родилась 29 января 1948 года в Мирамире (Гавана, Куба) в семье Франциско Рене-младшего и Кристины Саралеги. Она стала старшей из пяти детей в семье, имеет двух сестёр и двух братьев: Викки, Марию Юджинию, Паткси и Иньяки. У неё испанские корни — её родители и все четверо дедушек и бабушек чистокровные испанцы. В 1960 году, после Кубинской революции, Саралеги и её семья переехала в Майами, США, и поселились на острове Ки-Бискейн.
Наиболее известна как ведущая одноимённого ток-шоу на испанском языке, «Кристина». Саралеги была судьёй на конкурсе красоты «Мисс Вселенная 1997». 4 ноября 1999 года получила «звезду» на Голливудской «Аллеи славы» за вклад в развитие телевидения. В 2001 году сыграла роль Кристины Лопес в мыльной опере «Страсти».
Кристина развелась со своим первым мужем Тони. У бывших супругов есть дочь — Кристина Амалия. С 1982 года Саралеги замужем во второй раз за Маркосом Авилой. У супругов есть сын — Джон Маркос Авила.